# Богданов, Юрий Дмитриевич
Ю́рий Дми́триевич Богда́нов (род. 8 мая 1981, Москва, РСФСР, СССР) — российский журналист теле- и радиоведущий, финалист национального телевизионного конкурса «ТЭФИ—2009».

## Биография
Родился в Москве 8 мая 1981 года.
Окончил филологический факультет Московского педагогического государственного университета (МПГУ), присвоена квалификация — учитель русского языка и литературы.
В конце четвёртого курса пришёл стажёром на «Общественное Российское Телевидение» (ОРТ) (позже переименованное в ОАО «Первый канал»), после окончания ВУЗа стал штатным корреспондентом программ «Время» и «Новости».
С октября 2005 по ноябрь 2012 года — ведущий выпусков новостей телекомпании «ТВ Центр». Начинал с ночных выпусков на Дальний Восток и Сибирь, затем перешёл на дневные московские эфиры. С апреля 2008 года — ведущий главного вечернего выпуска программы «События». В 2009 году был номинирован на премию «ТЭФИ» как лучший информационный ведущий, по результатам отбора жюри вошёл в число финалистов конкурса. Лауреат конкурса «Москва—MEDIA — 2010» в той же номинации.
С декабря 2012 года — ведущий линейного эфира выпусков новостей и информационных программ («Мобильный репортёр», «Сенат», "Пятая студия") круглосуточного информационного телеканала «Россия-24». В случае необходимости, освещает официальные мероприятия в качестве корреспондента на месте событий.
Помимо телеэфира, до января 2015 года работал ведущим эфира (программы «Скажите прямо!» и «Утренний разгон») радиостанции «Вести ФМ». До 17 декабря 2012 года работал в радиоэфире под псевдонимом Юрий Быстренин.
На протяжении некоторого времени был внештатным корреспондентом интернет-портала «Авторамблер».
Хобби: моторные виды спорта, автомобили и мотоциклы.

## Семья
Женат, воспитывает дочь Марию и сына Даниила.